# 1000-річчя заснування Софійського собору (срібна монета)
«1000-рі́ччя заснува́ння Софі́йського собо́ру» — пам'ятна срібна монета номіналом 50 гривень, випущена Національним банком України, присвячена заснованому в ХІ сторіччі Софійському собору, який відіграв вагому роль у розвитку й становленні міста Києва як духовного, культурного і політичного центру. Софія Київська в усі часи захоплювала своєю величчю і досі справляє надзвичайне враження як видатний витвір архітектури і монументального живопису.
Монету введено в обіг 16 вересня 2011 року. Вона належить до серії «Духовні скарби України».

## Опис монети та характеристики
| Номінал грн. | Метал            | Маса, г | Діаметр, мм | Якість виготовлення       | Гурт                           | Тираж, штук |
| ------------ | ---------------- | ------- | ----------- | ------------------------- | ------------------------------ | ----------- |
| 50           | срібло 999 проби | 500,0   | 85,0        | спеціальний анциркулейтед | гладкий із заглибленим написом | 1 000       |

### Аверс
На аверсі монети вгорі розміщено: малий Державний Герб України, напис півколом «НАЦІОНАЛЬНИЙ БАНК УКРАЇНИ», на дзеркальному тлі бань Софійського собору зображено макет його реконструкції в ХІ ст., на фоні орнаменту, який використано в розписах собору, номінал монети — «50/ ГРИВЕНЬ» (угорі), рік карбування монети — «2011» (унизу).

### Реверс

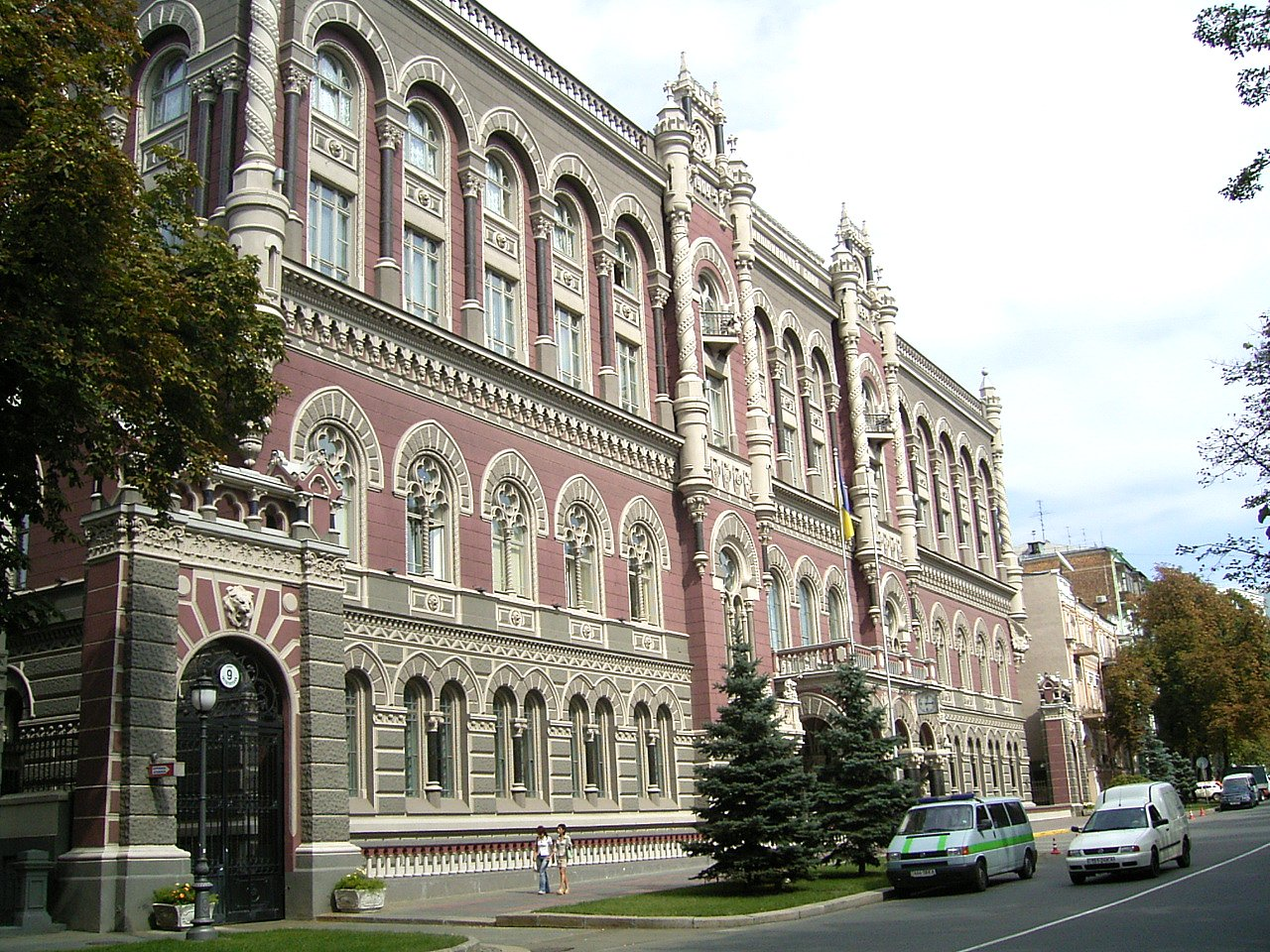
Будівля Національного банку України

На реверсі монети розміщено стилізовану композицію, яка відтворює фрагмент розписів головного вівтаря — мозаїки ХІ ст. «Оранта» та «Євхаристія», угорі стилізований напис — «ТИСЯЧОЛІТТЯ СОФІЇ КИЇВСЬКОЇ». Верхній одяг Оранти — мафорій — позолочений.

## Автори
- Художники: Таран Володимир, Харук Олександр, Харук Сергій.
- Скульптори: Атаманчук Володимир, Іваненко Святослав.

## Вартість монети
Ціну монети — 6766 гривень, встановив Національний банк України у період реалізації монети через його філії у 2011 році.
Фактична приблизна вартість монети, з роками змінювалася так:
| Рік        | 2012   | 2013  | 2014  | 2015   | 2016   | 2017   | 2018   | 2019   | 2020   | 2021   | 2022   | 2023   | 2024   | 2025   |
| ---------- | ------ | ----- | ----- | ------ | ------ | ------ | ------ | ------ | ------ | ------ | ------ | ------ | ------ | ------ |
| Ціна, грн. | 10 500 | 9 000 | 8 500 | 14 000 | 12 800 | 13 500 | 19 000 | 18 900 | 24 000 | 28 000 | 36 000 | 41 000 | 80 000 | 70 000 |